# Helina quadruplex
Helina quadruplex este o specie de muște din genul Helina, familia Muscidae. A fost descrisă pentru prima dată de Stein în anul 1913. Conform Catalogue of Life specia Helina quadruplex nu are subspecii cunoscute.